# Draisdorf
Draisdorf ist ein Gemeindeteil des oberfränkischen Marktes Ebensfeld im Landkreis Lichtenfels in Bayern.

## Geographie
Die Gemeinde liegt am Westhang der Eierberge am Weizenbach, in einem Seitental des Itzgrundes. Der Ort befindet sich im Banzgau, einem lang gezogenen Dreieck zwischen der Itz und dem Main, südlich von Kloster Banz und wird von der Kreisstraße LIF 17 gequert.

## Geschichte
Der Ortsname „Drewichesdorf“ wurde erstmals im 9. Jahrhundert in den Traditionen des Klosters Fulda genannt, die auf einer Abschrift im Codex Eberhardi aus dem 12. Jahrhundert beruhen. Die nächste Nennung war 1227 als „Drewistorf“ in einem Urteilsspruch.
1801 war der Ort Teil des Gebietes des Hochstifts Bamberg, dem die Zehnt und Steuer zustanden. Die Vogtei, Dorf- und Gemeinde- sowie Lehenherrschaft gehörten dem Kloster Banz. Den zuständigen Pfarrer in Döringstadt und die geistliche Gerichtsbarkeit stellte das Bistum Würzburg. Kloster Banz hatte in Draisdorf zwei Höfe, außerdem befanden sich in dem Dorf ein Gemeindehirtenhaus, ein Haus mit einer Wirtschaft und Braugerechtigkeit und 13 mit Haus und Stadel bebaute halbe Güter und Sölden.
1862 wurde das mehrheitlich katholische Draisdorf in das neu geschaffene bayerische Bezirksamt Staffelstein eingegliedert. Ein Gemeindeteil war der mehrheitlich protestantische Weiler Merkendorf.
1871 hatte Draisdorf 110 Einwohner und 55 Gebäude. Die katholische Schule befand sich im 2,0 Kilometer entfernten Eggenbach und die zuständige katholische Kirche war 3,5 Kilometer entfernt in Döringstadt. 1900 umfassten die beiden Orte der Landgemeinde eine Fläche von 406,33 Hektar, 111 Einwohner und 21 Wohngebäude. 90 Personen lebten in Draisdorf in 18 Wohngebäuden und im Jahr 1925 99 Personen in 15 Wohngebäuden. Die zuständige evangelische Pfarrei und die Schule waren in Herreth. 1950 hatte Draisdorf 116 Einwohner und 14 Wohngebäude. Im Jahr 1970 zählte das Kirchdorf 75, 1987 74 Einwohner sowie 18 Wohnhäuser mit 19 Wohnungen.
1928 ließ die Gemeinde erstmals eine Flurbereinigung durchführen. Am 1. Juli 1972 wurde der Landkreis Staffelstein aufgelöst. Draisdorf wurde ein Gemeindeteil von Eggenbach und in den Landkreis Lichtenfels eingegliedert. Der Gemeindeteil Merkendorf kam zum Landkreis Coburg. Seit dem 1. Januar 1978 gehört Draisdorf als Gemeindeteil zu Ebensfeld.

## Sehenswürdigkeiten
Die katholische Filialkirche St. Michael entstand in den Jahren 1953 bis 1954 nach Plänen des Staffelsteiner Baumeisters Peter Zuliani.  Am 2. Oktober 1955 wurde das Gotteshaus eingeweiht.
In der Liste der Baudenkmäler in Draisdorf sind zwei Sehenswürdigkeiten aufgeführt.